# Dead or Alive (serie)
Dead or Alive (デッドオアアライブ Deddo oa Araibu?) es una serie de videojuegos producida por Tecmo y desarrollada por Team Ninja siendo el género de lucha el principal. Su historia y personajes son creación de Tomonobu Itagaki, quien dejó la compañía y ya no está involucrado en la serie desarrolladora.

## Jugabilidad
La saga de Dead or Alive se centra en la lucha a ritmo rápido en un terreno de juego en tres dimensiones. En comparación con otros juegos de su género, como Virtua Fighter, la saga da más importancia a los personajes haciéndolos rápidos y eficientes. Hay un especial énfasis en la lucha con combos, rápidas recuperaciones en combate y prevenir ataques del adversario para poder contraatacar.
Una de las adiciones más innovadores de DOA al género es la lucha con contraataques. A partir del Dead or Alive original, los jugadores pueden defenderse del ataque del adversario y seguidamente contraatacar reduciendo significativamente la barra de vida del oponente. El retroceso debe ser ejecutado de manera correspondiente según el momento en el que el adversario ataca y la altura del ataque.
Al igual que cualquier otro juego moderno de lucha que intente emular las artes marciales, el sistema de combate de DOA se basa en la velocidad y la simplicidad más congruente con el enfoque de la oportunidad y combos haciendo que los comandos sean generalmente sencillos. Los controles tienen para moverse por el escenario con la cruceta y los botones para golpear, patear, proteger y retroceso del oponente y lanzamiento.
Los diseñadores reconocieron que la incorporación de luchadoras atractivas y con unos pechos con física específica durante los combates fue clave para atraer diferenciar al juego original de la enorme competencia que había en aquel entonces y hacerlo atractivo al público
En Dead or Alive 2, la saga añade el Tag Mode (por parejas), permitiendo a los personajes cambiarse con facilidad combinado ataques e incluso atacar al mismo tiempo en el momento adecuado. El Tag Mode también añade movimientos especiales y únicos según la pareja de personajes y permitiendo la participación de hasta cuatro jugadores a la vez, algo no común en el género.

## Desarrollo
La saga de DOA ha sido diseñada por el programador Tomonobu Itagaki. Itagaki convertido recientemente en un programador de Tecmo, estaba en la necesidad de dar un impulso a la decaída venta de videojuegos. En este sentido, Itagaki hizo una apuesta con el jefe de la empresa, asegurando al presidente que crearía un videojuego reuniendo una base según los gustos de los fanes. Además se lo considera al creador de la saga como el "Padre de los Pechos Virtuales", ya que todos sus personajes femeninos poseen pechos aumentados y otros atributos perfectos.
Debido a la apuesta, Itagaki nombró a la saga "Dead or Alive" (A vida o muerte) para demostrar que la serie podría 'fallar o tener éxito' y tomó parte de la formación de una división de la empresa llamada "Team Ninja". La inspiración de Itagaki para la saga deriva de la saga Fatal Fury en Japón y Mortal Kombat en Estados Unidos, queriendo hacer de DOA un juego frenético y el atractivo de otras sagas anteriores, y pudiendo seguir combatiendo con el adversario fuera de los escenarios.

## Trama del juego

### Dead or Alive
Después de que su hermano Hayate resultara casi muerto a manos de Raidou, un ninja enloquecido que había sido desterrado de la aldea, Kasumi pasó a ser la decimoctava líder del clan Mugen Tenshin. Pero su corazón ardía en llamas de venganza: ansiaba vengarse del hombre que le había arrebatado a su afable y fuerte hermano y que había robado el tesoro más preciado de la aldea.
Aun sabiendo que cualquier ninja que abandonara la aldea sería considerado un traidor y encontraría la muerte como castigo, Kasumi emprendió un viaje para perseguir a su adversario, lo que la llevó a participar en el torneo de lucha Dead or Alive.
Bajo la atenta mirada de su hermanastra Ayane, quien fue enviada para seguirla en secreto, Kasumi derrotó a Raidou. Sin embargo, tan pronto como celebró su victoria, una fuerte explosión destrozó el cuerpo de Raidou y Kasumi desapareció repentinamente sin dejar rastro alguno...
Al final del torneo, se descubrió que su principal patrocinador, Fame Douglas, había sido asesinado. Los diferentes participantes siguieron su propio rumbo, y tal acontecimiento quedó envuelto en un velo de misterio e incertidumbre.

### Dead or Alive 2
Finalmente, se descubrió que la desaparición de Kasumi al final del primer torneo Dead or Alive se debió a que fue secuestrada por DOATEC como sujeto de prueba para algo conocido como Proyecto Alpha. Kasumi logró escapar, pero en su huida se encontró con su clon, Alpha. Con una cruel risa, Alpha le dijo: "Hayate es mío".
Mientras ocurría todo esto, se anunció el segundo torneo Dead or Alive.
El ninja dragón Ryu Hayabusa, un amigo de Hayate, sintió inmediatamente que aquel torneo estaba marcado por la presencia de un gran mal que ni el ser humano podía comprender. "Este no es un torneo de lucha normal" fueron sus palabras. Así pues, emprendió un viaje para salvar al mundo de la destrucción.
Al mismo tiempo, Hayate desapareció de su lecho de muerte tras ser raptado por agentes de DOATEC como sujeto de prueba del sucesor del Proyecto Alpha, el Proyecto Epsilon. Afortunadamente, un accidente durante el transporte liberó a Hayate de las garras de DOATEC.
Padeciendo amnesia, Hayate fue cuidado por Hitomi, una experta karateka que casualmente entrenaba cerca de allí. Una vez que sanaron sus heridas, Hayate se vio atraído inexorablemente por el torneo Dead or Alive, en el cual participó con el nombre de Ein...

### Dead or Alive 3
Tras haber recuperado la memoria, Hayate regresó a su legítimo puesto como 18.º líder del clan Mugen Tenshin. Al mismo tiempo, por desgracia, la secta Hajin Mon del clan se vio sumida en el caos. El líder de la secta, Genra, había sido secuestrado por DOATEC y lo habían convertido en un monstruo inhumano como parte de su último plan, el Proyecto Omega.
Finalmente, se anunció la celebración del tercer torneo mundial Dead or Alive. Sin embargo, el verdadero fin del torneo era darle una oportunidad a Victor Donovan, la verdadera cabeza pensante de DOATEC, de probar al monstruo que había creado como parte del Proyecto Omega.
Para Ayane, Genra era tanto su padre adoptivo como su maestro, y ahora se había transformado en una máquina de matar inhumana. Era por tanto su deber como hija acabar con los actos violentos de su padre y de concederle la paz.

### Dead or Alive 4
Los reiterados experimentos de DOATEC que usaban cuerpos humanos no dejaban de provocar una tragedia tras otra. La cólera que sentían los ninjas hacia esta desalmada corporación había llegado a su punto de inflexión.
Tomando el mando de su padre como directora de DOATEC, y con el ferviente deseo de seguir los principios e ideales que él tanto promulgaba, Helena Douglas anunció que celebraría el cuarto torneo Dead or Alive.
Sin embargo, la furia de Hayate, el líder del clan ninja Mugen Tenshin, pronto se transformó en las llamas que consumirían la Tri-Tower de DOATEC de 999 metros de altura, un símbolo del poder y la codicia de la poderosa corporación.
Pero justo cuando todo empezó a arder en llamas, el resultado final de los experimentos impíos de DOATEC fue engendrado: se trataba del arma de combate definitiva, Alpha-152.
Los ideales y principios del padre de Helena, Fame Douglas, habían sido vilmente erradicados con la traición de Donovan y la animadversión que habían provocado sus actos.
Reconociendo que su propio idealismo e ingenuidad habían sido fruto del nacimiento de la terrible Alpha-152, Helena hizo lo único que sabía que era lo correcto: permanecer en las torres y destruirlas desde dentro.
"Hasta nunca."
Envuelta por las llamas y con las torres al borde del derrumbe, Helena fue rescatada repentina e inesperadamente por Zack, quien descendió en picado con su helicóptero hacia ella. Perpleja, Helena miró atrás justo a tiempo para ver cómo el símbolo más importante de DOATEC acababa reducido a polvo y cenizas.

### Dead or Alive 5
Dos años después de la destrucción de la base de operaciones de DOATEC, Helena Douglas ha emprendido la tarea de reconstruir DOATEC pero quiere usar su tecnología para fines pacíficos. Helena disolvió la División de Biotecnología de DOATEC, detuvo los proyectos de armas biológicas Alpha, Epsilon y Omega de la División Militar, despidió a todos los miembros de la facción de Donovan y anunció que tiene la intención de celebrar el Torneo Dead or Alive 5 (DOA5), presentado por Zack, "para mostrar al mundo los principios y filosofías que defiende el nuevo DOATEC ". En esta edición encontraremos a personajes invitados como Sarah Bryant o Akira Yuki de Virtua Fighter (También Pai Chan y Jacky Bryant), Mai Shiranui de King of Fighters y Naotora Li de Ninja Warriors.

### Dead or Alive 6
Disponible desde 2019 con incorporaciones como Momiji y Rachel de Ninja Gaiden, Mai Shiranui y Kula Diamond de "The King of Figthers" y Tamaki de Dead or Alive Venus Vacation.

## Juegos
| Título                                      | Año                                                                                    | Plataforma                                                |
| ------------------------------------------- | -------------------------------------------------------------------------------------- | --------------------------------------------------------- |
| Dead or Alive                               | Noviembre de 1996: (Sega Model 2) Julio de 1997: (Saturn) Marzo de 1998: (PlayStation) | Arcade, Saturn, PlayStation                               |
| Dead or Alive ++                            | Octubre de 1998                                                                        | Arcade                                                    |
| Dead or Alive 2                             | Noviembre de 1999: (Sega NAOMI) Marzo de 2000: (Dreamcast, PlayStation 2 (Japón))      | Arcade, Dreamcast, PlayStation 2 (Japón)                  |
| Dead or Alive 2 Millennium                  | Enero de 2000                                                                          | Arcade                                                    |
| Dead or Alive 2 Regular and Limited Edition | Septiembre de 2000                                                                     | Dreamcast (Japón)                                         |
| Dead or Alive 2: Hardcore                   | Octubre de 2000                                                                        | PlayStation 2 (Estados Unidos y Europa)                   |
| Dead or Alive 2: Hard*core                  | Diciembre de 2000                                                                      | PlayStation 2 (Japón)                                     |
| Dead or Alive 3                             | Noviembre de 2001                                                                      | Xbox                                                      |
| Dead or Alive Xtreme Beach Volleyball       | Enero de 2003                                                                          | Xbox                                                      |
| Dead or Alive Ultimate                      | Octubre de 2004                                                                        | Xbox                                                      |
| Dead or Alive 4                             | Diciembre de 2005                                                                      | Xbox 360                                                  |
| Dead or Alive Xtreme 2                      | Noviembre de 2006                                                                      | Xbox 360                                                  |
| The Girls of Dead or Alive: Blackjack       | Junio de 2009                                                                          | iOS                                                       |
| Dead or Alive Online                        | Agosto de 2009                                                                         | Windows (China)                                           |
| Dead or Alive Paradise                      | Marzo de 2010                                                                          | PlayStation Portable                                      |
| Dead or Alive: Dimensions                   | Mayo de 2011                                                                           | Nintendo 3DS                                              |
| Dead or Alive 5                             | Septiembre de 2012                                                                     | PlayStation 3, Xbox 360                                   |
| Dead or Alive 5 Plus                        | Marzo de 2013                                                                          | PlayStation Vita                                          |
| Dead or Alive 5 Ultimate                    | Septiembre de 2013                                                                     | PlayStation 3, Xbox 360, Arcade                           |
| Dead or Alive 5 Last Round                  | Febrero de 2015                                                                        | PlayStation 3, PlayStation 4, Xbox 360, Xbox One, Windows |
| Dead or Alive Xtreme 3                      | Marzo de 2016                                                                          | PlayStation 4, PlayStation Vita, Nintendo Switch          |
| Dead or Alive Xtreme Venus Vacation         | Noviembre de 2017                                                                      | Windows                                                   |
| Dead or Alive 6                             | Marzo de 2019                                                                          | PlayStation 4, Xbox One, Windows                          |
| Venus Vacation Prism: Dead or Alive Xtreme  | Marzo de 2025                                                                          | PlayStation 4, PlayStation 5, Windows                     |

### Títulos principales
La serie apareció por primera vez a través de las máquinas de salón Arcade Model 2 de SEGA, en el año de 1996 se decidió adaptar el juego para la consola de sobremesa Sega Saturn.
Es así como el primer Dead or Alive doméstico estuvo disponible para Sega Saturn.
Se caracterizó por presentar un aspecto gráfico notable y una ágil mecánica de combate en 3D, sin embargo fue también criticado por la falta de un argumento que justificase el desarrollo de las peleas. También fue lanzada una versión para la PlayStation de Sony, donde no cosechó el éxito esperado, debido a la hegemonía que por entonces ostentaba Tekken 3. Este juego fue relanzado en el año 2005 como Dead or Alive 1 Ultimate para la consola de Microsoft, Xbox, incluyendo retoques menores y como principal añadido la compatibilidad con el servicio de juego en línea Xbox Live.
Dead or Alive 2 salió a la venta el 20 de julio de 2000 para la consola de sobremesa Sega Dreamcast y para PlayStation 2. esta entrega consiguió mucho más éxito que su antecesor, debido en parte a la notable evolución gráfica, escenarios interactivos multinivel y el atractivo de sus personajes femeninos.
Tiempo después una versión del juego fue lanzada para la consola PlayStation 2, bajo el nombre de Dead or Alive 2: Hardcore.
Después de esto, no se supo nada de la saga hasta el 14 de marzo de 2002 con Dead or Alive 3. Durante el Tokyo Game Show fue que Tecmo reveló los nuevos planes para la franquicia. Dead or Alive siempre había sido un juego típico de salones recreativos. Las dos primeras entregas debutaron en Arcade y posteriormente dieron el salto a plataforma doméstica, aunque en esta tercera entrega dejó de ser así. Los motivos, en palabras de su creador Tomonobu Itagaki, al ser Xbox la máquina más potente de esa generación, por encima de la placa NAOMI 2 de SEGA llevó al Team Ninja a limitar la aparición de su juego a Xbox en virtud de no sacrificar ninguna de sus características. "Dead or Alive 3 sólo es técnicamente posible en Xbox y nunca aparecerá en PlayStation 2" fueron otras de las declaraciones que Tomonobu Itagaki hizo al respecto.

### Juegos derivados
Un año después tras el lanzamiento de Dead or Alive 3, debuta Dead or Alive Xtreme Beach Volleyball, también en exclusiva para Xbox. Este juego toma lugar según la propia cronología de la saga, después de que Zack (tal y como se muestra en la cinemática de la tercera entrega) gana el torneo y se hace de una inmensa fortuna con la que adquiere una paradisíaca isla tropical. Y valiéndose de engaños hace acudir a todos los personajes femeninos de las entregas anteriores a participar en el torneo Dead or Alive 4, así mismo se incorporó una nueva chica a la plantilla de luchadoras, Lisa, una hermosa joven negra de origen estadounidense, que como en el mismo juego se explica es una amiga de la infancia de Tina.
El objetivo del juego consiste en coleccionar trajes de baño y variados accesorios, consiguiendo el dinero a través de la competencia en partidos de voleibol y un par de minijuegos, además de contar con un casino donde el jugador puede apostar lo ganado en el blackjack o al póquer. Este juego a pesar de lo esperado no es compatible con el servicio Xbox Live y solo es posible jugarlo entre dos personas en la misma consola en un modo restringido a partidos de voleibol.
Este juego fue calificado de forma contrastante por la prensa especializada, ya que a pesar de presentar un apartado gráfico realmente impresionante, resultaba poco innovador y repetitivo. El mismo Tomonobu Itagaki explicó que este había sido concebido originalmente como un minijuego para la segunda entrega de la serie, pero que por diversas cuestiones no se había podido llevar a cabo en su momento.
Al poco tiempo una serie de piratas informáticos (Hackers), pusieron a disposición de los usuarios de consolas ilegalmente modificadas, una versión alterada del juego, en el cual a través de algunas texturas forzadas dentro del contenido original, era posible “desnudar” a las chicas del juego. Dicho acontecimiento culminó en una demanda por parte de Tecmo a la compañía que facilitó la distribución de estos contenidos.
A pesar de las críticas el juego se ganó una secuela, Dead or Alive Xtreme 2 para Xbox 360, con gráficos mejorados adaptados a la nueva generación, inclusión de más minijuegos, bañadores y la incorporación de Kokoro, quien debutó en Dead or Alive 4. Después de 4 años se porteó el juego a la PSP con Dead or Alive Paradise, teniendo de único añadido a Rio como personaje invitado perteneciente a la serie de videojuegos de azar, Super Black Jack de Tecmo.
Hacia el año 2002 se conoció el desarrollo de un título denominado Dead or Alive: Code Chronos para Xbox 360. Posteriores informaciones revelaron que no sería un juego de lucha sino una secuela de la serie que giraría en torno a la historia de Ayane y Kasumi antes del primer torneo. Sin embargo, el juego fue finalmente cancelado.
En 2011 con motivo de conmemorar el decimoquinto año desde el Dead or Alive original se lanzó Dead or Alive: Dimensions, trayéndonos de vuelta personajes y escenarios de anteriores juegos y, además el modo Crónicas para introducir a los nuevos jugadores en la historia y mostrar cinemáticas nunca antes vistas a los ya fanes de la serie.

### Conexión con Ninja Gaiden
Ninja Gaiden resucitó gracias a Tomonobu Itagaki. El nuevo Ninja Gaiden estaba siendo desarrollado por Team Ninja, e Itagaki lo vinculó a la saga Dead or Alive. El nuevo Ninja Gaiden fue un reinicio de su universo y en vez de seguir la historia original de NES, el juego se convirtió en una precuela del Dead or Alive original.
Ryu Hayabusa, fue introducido siendo uno de los personajes de DOA, haciendo de él, el principal protagonista de Ninja Gaiden. Ayane, al igual que Ryu, toma escena en el juego, aun siendo un personaje de apoyo, ella es jugable en Ninja Gaiden Sigma II.

## Controversias
El juego de Dead or Alive Dimension llegó a generar críticas en países europeos tales como Suecia, debido a que llegaban a acusar al juego de contener pornografía infantil y al mismo tiempo llegaba a violar la ley de países nórdicos que no estaba permitido. Entre las acusaciones que existen son de los personajes tales como Ayane, Kasumi y Kokoro llegaban a ser acusadas de ser personajes que violaban la ley pornográfica infantil en Suecia, porque ellas tres llegan a ser menores de edad y por medio de una opción del juego llamada "showcase" llegaba a exponer a dichos personajes a poder observarlos de diferentes ángulos y entre esos podían observarse en partes íntimas con la posibilidad de hacer zoom y poder tomarles fotos. La ley especifica si un personaje menor de 18 años ficticio o no es expuesto a una situación pornográfica, llega a tratarse de algún contenido pornográfico infantil, esta situación llegaron a llevarla a juicio donde llegó a generar escándalos que al final al juego se le prohibió su venta en dicho país, tras las circunstancias, otros países decidieron no distribuirlo tales como Noruega y Dinamarca y algunos otros países europeos. Debido a esta situación Gamespot ya no llegaría a ofrecer más el juego en sus sitios web para venta.
Debido a las situaciones que se presentaron por las críticas en países europeos, Australia llegaría a ser el siguiente país en llegar a presentar una demanda al juego donde llegaría exigir el cambio de clasificación que al principio llegaría a ser de clasificación PG a la salida de venta el cual cambiaria a clasificación M, dándose ese problema el juego ya no saldría a la venta porque el juego fue considerado violento y sexualizado, teniendo que llegar a hacerse los cambios correspondientes a la caja del juego con la nueva clasificación del tipo del juego.
El Artbook de la caja del juego del Dead or Alive: Dimensions para la versión norteamericana fue editada, en la versión japonesa Kasumi llegaba a aparecer exponiendo una parte de su muslo de la parte de abajo, en la versión de Norteamérica llegó a ser editada el Artbook donde llegaría a ser censurada esa parte pudo deberse por las normas de juegos donde no está permitido que los personajes femeninas no expongan de una forma muy explícita algunas de sus partes.

## Adaptación cinematográfica
DOA: Dead or Alive, dirigida por Corey Yuen y protagonizada por Devon Aoki, Jaime Pressly, Holly Valance, Sarah Carter y Natassia Malthe fue lanzado en los cines de Estados Unidos el 15 de junio de 2007, pasando desapercibida para la prensa.
En el extranjero, ganó más de 6 000 000 dólares en total, con casi 1 millón de dólares en el Reino Unido y Australia. Sin embargo, en Estados Unidos la película no tuvo el éxito esperado, teniendo unas ganancias de apenas 1 millón de dólares.